# Rhynchospora holoschoenoides
Rhynchospora holoschoenoides är en halvgräsart som först beskrevs av Louis Claude Marie Richard, och fick sitt nu gällande namn av Wilhelm Franz Herter. Rhynchospora holoschoenoides ingår i släktet småag, och familjen halvgräs. Inga underarter finns listade i Catalogue of Life.